# Миро Кардона, Хосе
Хосе́ Миро́ Кардо́на (исп. José Miró Cardona; 22 августа 1902, Гавана, Куба — 10 августа 1974, Сан-Хуан, Пуэрто-Рико) — кубинский юрист и политик, занимал пост премьер-министра Кубы и был послом в Испании в первые два года Кубинской революции. Участвовал в свержении диктатора Фульхенсио Батисты 1 января 1959 года, но затем ушёл в оппозицию из-за прокоммунистической направленности правительства. Находясь в ссылке в Майами, он активно сотрудничал с ЦРУ при подготовки неудавшегося вторжения в Залив Свиней в 1961 году, ожидалось, что в случае успеха Миро сможет занять пост временного президента Кубы.

## Биография

### Происхождение
Миро Кардона сын каталонца Хосе Миро Аргентера, генерал-майора армии Мамби во время Кубинской войны за независимость (1895—1898) и его жены Лус Кардона.

### Поддержка кубинской революции
Хосе Миро Кардона был юристом и профессором права Гаванского университета, президентом Гаванской ассоциации адвокатов и советником по правовым вопросам крупнейших американских компаний. В 1948 году он был адвокатом капитана Хоакина Касильяса в судебном процессе по делу об убийстве тем профсоюзного деятеля Хесуса Менендеса.
Он критиковал диктатуру Фульхенсио Батисты (1952—1958) во время своих лекций в университете и призывал студентов выступать против действующего режима и поддерживать кубинскую революцию.
1 января 1959 года Батиста с семьёй и ближайшими соратниками бежал с Кубы, а власть перешла в руки Временного правительства. Хосе Миро Кардона вступил в должность 5 января в качестве нового премьер-министра революционного правительства во главе с президентом Мануэлем Уррутией Ллео.
Во время его правления были приняты первые меры по преследованию и расстрелу военных преступников, а также по искоренению актов коррупции и авторитаризма диктатуры.
После непродолжительного пребывания на посту премьер-министра Кубы, в мае 1960 года Кастро назначил Миро послом в Испании. Но уже к июлю Миро отверг политику Кастро, ушёл с поста и попросил убежища в посольстве Аргентины. Затем он перебрался в Соединённые Штаты, где прожил в изгнании с 1960 по 1974 год.

## Революционный совет и вторжение в залив Свиней
В США Миро стал главой Кубинского революционного совета в изгнании, который был признан администрацией Кеннеди и работал над подготовкой к вторжению в Залив Свиней в 1961 году. Было решено, что Миро станет временным президентом Кубы в зависимости от успех вторжения и после того, как удастся вернуть «кусок кубинской земли». Миро разработал конституционную программу экономического и политического будущего Кубы, чтобы побудить кубинцев отвергнуть Кастро. Официальные лица в Вашингтоне сочли документ слишком консервативным, при этом влиятельному правому крылу кубинского сообщества изгнанников он показался слишком «коммунистическим». Несмотря на это, Миро принял поправки, предложенные Вашингтоном, которые были призваны привлечь внимание беднейших сельских слоев населения Кубы.
По мере приближения срока предполагаемого вторжения, Миро все больше разочаровывало ЦРУ и отсутствие связи между различными фракциями. «Должен быть какой-то военный план, о котором я не знаю. Я хотел бы знать об этом в целях координации. Я не хочу знать эти вещи; но я должен знать, чтобы наши усилия были эффективными». Миро был убеждён, что войска США поддержат вторжение кубинских изгнанников, и даже сообщил другим группам, что 10 000 американских солдат готовы оказать помощь. ЦРУ и администрация Кеннеди неоднократно отрицали, что США открыто предлагали военную поддержку.

Накануне вторжения Миро выступил с основным заявлением:
К оружию, кубинцы! Мы должны победить или мы умрем задохнувшись от рабства. Именем Бога мы заверяем всех вас, что после победы у нас будет мир, человеческая солидарность, общее благополучие и абсолютное уважение достоинства всех кубинцев без исключения. (Нью-Йорк Таймс, 9 апреля 1961 г.).
Когда вторжение провалилось, Миро, сын которого присоединился к силам вторжения, обвинил в провале ЦРУ. Миро пришёл к выводу, что ЦРУ полностью проигнорировало группы сопротивления на Кубе, проигнорировало военизированные группы во главе с Мануэлем Реем и ввело в заблуждение кубинских изгнанников относительно роли армии США во вторжении.
Позже он был профессором права в Университете Пуэрто-Рико в Рио-Пьедрас.

## Семья
Миро был женат на Эрнестине Торра, у них было двое детей, Иоланда и Хосе Антонио Миро Торра и семеро внуков — двое от Иоланды (Иоланда де ла Лус и Серхио Лопес Миро) и пятеро от Хосе (Сильвиана, Хосе, Патрисия, Наталия и Фернандо Миро Сантаэлла). Хосе Миро скончался в Сан-Хуане, Пуэрто-Рико, 10 августа 1974 года в возрасте 71 года.